# マンチニール
マンチニール（英語: Manchineel, Manchioneel、学名：Hippomane mancinella）は、トウダイグサ科に属する被子植物。北アメリカ南部から南アメリカ北部を原産とする。
「マンチニール (Manchineel, Manchioneel)」という名前と学名の「mancinella」は、共にスペイン語の「manzanilla（小林檎の意）」に由来する。これは、マンチニールの葉と果実がリンゴとよく似ていることによる。実際の所、今日ではマンチニールのスペイン語での名前は「manzanilla de la muerte（死の小林檎の意）」となっている。マンチニールは、世界中の植物の中でも最も危険なものの1つであるとされる。このほかにも、マンチニールはビーチ・アップル (英語: beach apple)としても知られている。

## 分布
マンチニールは、カリブ地方、フロリダ州（アメリカ合衆国）、バハマ、メキシコ、中央アメリカ、そして南アメリカ北部を原産とする。
マンチニールの木は、沿岸の砂浜や汽水の沼地に存在するマングローブの林の中に生育する。マンチニールは貴重な天然の防風林であり、その根は砂を安定させ、砂浜の浸食を防ぐ役割を果たしている。

## 詳細
常緑樹のマンチニールは、高さ15メートル (49 ft)まで生長する。樹皮は赤灰色がかった色をしており、小さな黄緑がかった花をつけ、瑞々しい緑色の葉をつける。葉はシンプルな形で、縁はとても細かい鋸歯状となっており、長さ5–10 cm (2–4 in)である。
緑がかった小さな花の穂状花序には、果実がなる。この果実は、リンゴによく似た形をしており、熟すると緑から黄緑がかった色になる。ただし、この果実には猛毒があり食用にすることは不可能である。

### 毒性

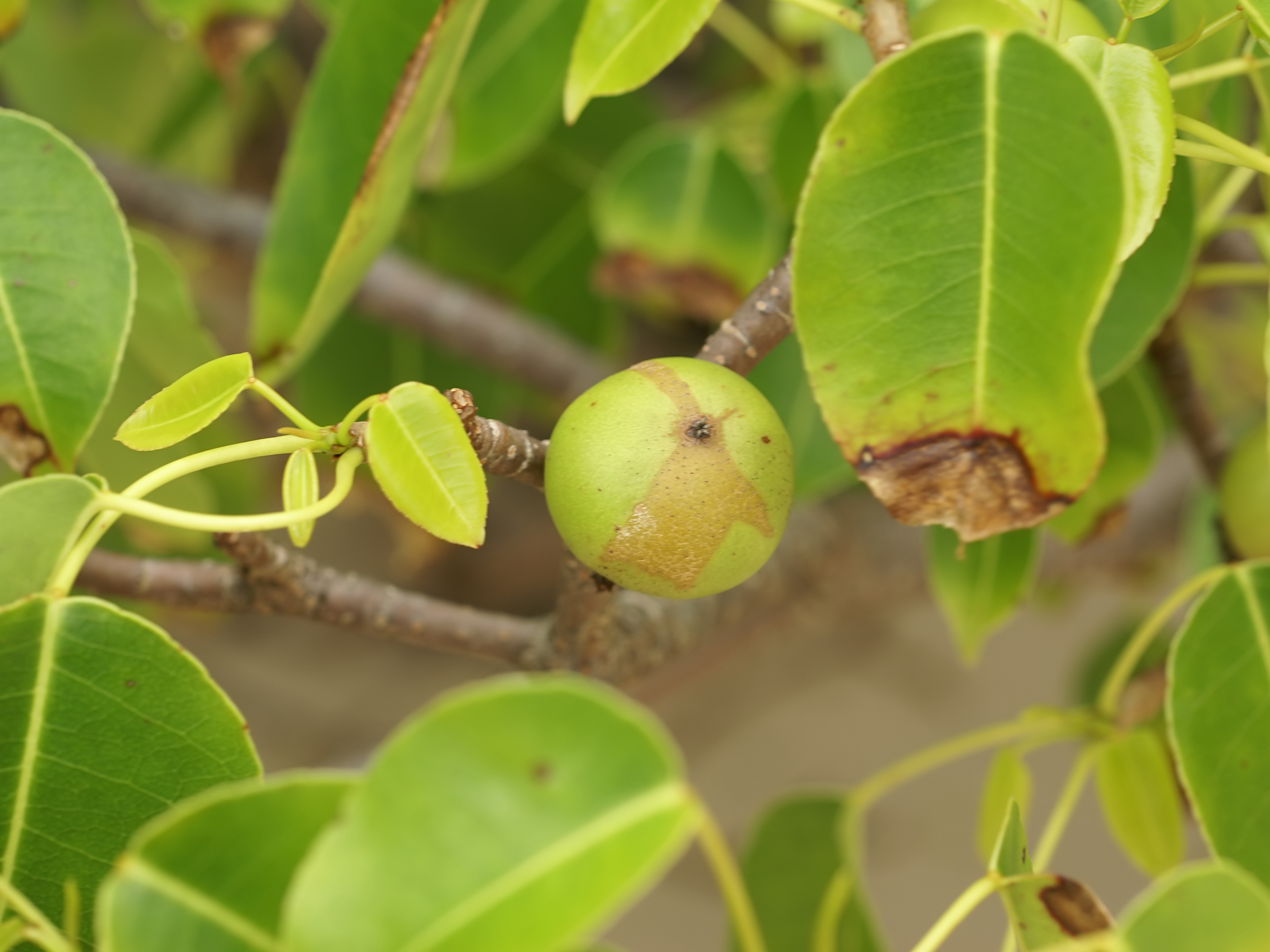
マンチニールの果実と葉

マンチニールは、その全体に猛毒を含む。この毒の成分は、完全には分かっていない。その白濁した樹液には、アレルギー性皮膚炎の原因となるホルボールやその他の肌を刺激する物質が含まれている。降雨中にマンチニールの下にいると、滴ってきた雨水が皮膚に触れただけで猛烈な痛みに襲われる。これは、雨水の中に樹液の成分が溶け出し、それが皮膚を刺激するためである。加えて、この樹液は自動車の塗装にダメージを与えることも知られている。また、焼却した際に発生する煙が眼に入ってしまうと、眼を傷めてしまうとされる。乳白色の樹液（樹脂）が皮膚や眼に触れると、水疱を伴う皮膚炎や、深刻な角結膜炎、場合によっては広範囲の角膜上皮欠損を引き起こす。
マンチニールの果実を摂取すると、出血、ショック、バクテリアによる重複感染を伴う胃腸炎を引き起こし、そして浮腫によって気道を圧迫する。摂取して口咽頭炎症か胃腸炎を起こした患者は、病院へ入院するべきである。ケアによって症状を和らげることができるとされる。
マンチニールの実を摂取すると、最初はここちよい甘さを感じると言われるが、その後胡椒を食べたような違和感を覚え、しだいに喉の灼熱感、引き裂かれるような痛み、圧迫感へと進行する。そして症状は、激痛と巨大な咽頭の腫れ物によって、ほとんど固形物を飲み込むことが出来なくなるまで悪化の一途をたどる。

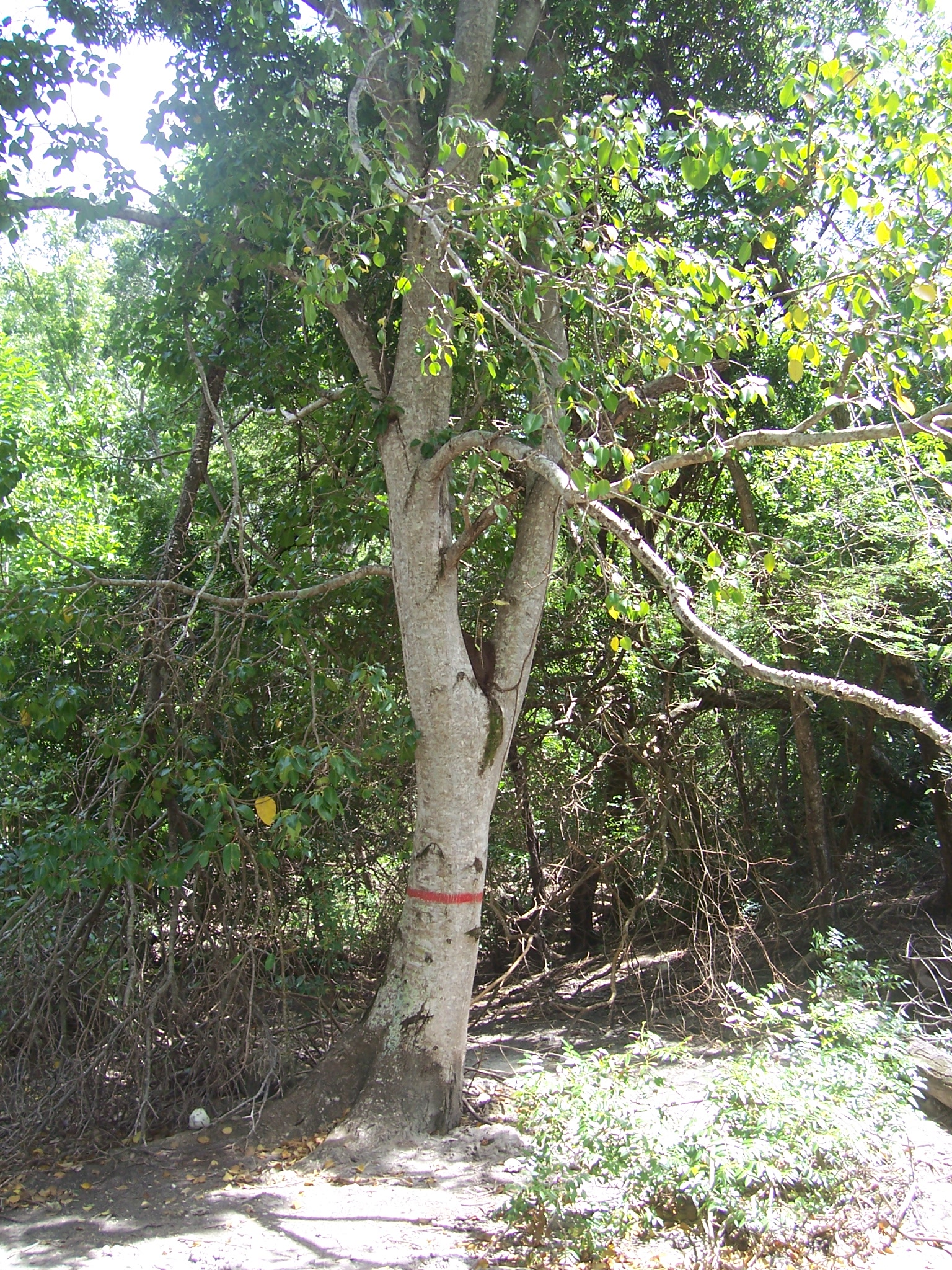
マンチニールの木。幹に危険性を示すための赤い帯が書かれている。

このため、マンチニールが自生する地域の一部（例：キュラソー島）では、他の危険樹木については、赤い"×印"を幹に印し、危険性を示しているが、多くのマンチニールには個別に危険表示がなされている。フランス領アンティルにおいては、マンチニールの木は、しばしば地上数フィートの位置に赤い線が描かれている。しかしながら、ボネール島においてはマンチニールの警告表示はなされていない。
マンチニールは多くの鳥類および動物に対して毒性があるが、例えばgarroboと呼ばれるイグアナの一種はマンチニールの実を食べることが知られており、加えてマンチニールの枝で生活する。
マンチニールの木には、12-デオキシ-5-ヒドロキシホルボール-6-ガンマ-7-アルファ-オキサイド (12-deoxy-5-hydroxyphorbol-6-gamma-7-alpha-oxide)、ヒッポマニン (hippomanin)、マンシネリン (mancinellin)、サポゲニン (Sapogenin)とフロールアセトフェノン-2,4-ジメチルエーテル (phloracetophenone-2,4-dimethylether)が葉に含まれている。その一方で果実にはフィゾスチグミンが含まれている。
カリブの先住民は、矢じりにマンチニールの樹液を塗り、毒矢として使用していた。また、捕虜をマンチニールの幹に縛り付け、徐々にしかし確実に激痛を与えながら死へと至らしめた。クズウコン（学名：Maranta arundinacea）の湿布は、アラワク族とタイノ族の間では、マンチニールの毒矢に対する解毒剤として用いられていた。カリブの先住民は、葉と共に水に溶かした毒を敵に盛ることで知られていた。スペインの探検家・フアン・ポンセ・デ・レオンは、フロリダ半島におけるカルーサ族との戦闘の際に、マンチニールの樹液が塗られた毒矢を受け、その後死亡した。また、カリブ海地域での戦争では、敵の行軍を阻止するため、水場にマンチニールの束を投げ込んでおくという作戦もとられている。
マンチニールは、発見されてから短期間のうちに有害植物として確固たる地位を確立した。ジャコモ・マイアベーアが1865年に発表したオペラ『アフリカの女 （L'africaine）』のヒロインは、マンチニールの木の下で、樹木が発する蒸気を吸引することで自殺を遂げている。1956年の映画『エヴァグレイズを渡る風 (Wind Across the Everglades) 』では、バール・アイヴス演じるカットマウスと名付けられた悪名高い密猟者が、マンチニールの幹に被害者（主人公の殺害をためらった部下・片腕ビリー）を縛り付けている。

### 利用価値
マンチニールには強い毒性があるにもかかわらず、カリブ海地域の大工の間では何世紀にも渡って建材に使用されている。建材として利用するためには、切り倒した後、樹液が完全に乾ききるまで太陽光によって乾燥させる必要がある。また、樹皮からゴムを作ることが可能であり、伝えられるところによれば浮腫の治療を行うことが出来るという。また乾燥させた果実は、利尿薬として利用されている。

## 管理状況
アメリカ合衆国フロリダ州においては、マンチニールは絶滅危惧種としてリストアップされている。

## 文芸・芸術領域への影響
ニコラス・クレスウェルは、1774年9月16日金曜日の日記において、以下のように書いている。
マンチニール・アップルは、大きく育ったとしても小さいが臭いがあってイギリスのリンゴのような外見で、通常は海辺に生育している。それらは猛毒である。僕は一つのリンゴで、20人を殺すには十分であると聞いた。その毒は、木から垂れるたった一滴の雨粒、しずくであっても、皮膚に着いてしまえばすぐに水疱を生じさせるほどきわめて有害な自然生成物である。聞くところによれば、果実も木材も有用性が無いとのことだ。
『The Buccaneers of America』の著者・アレクサンドル・エスケメランは、この本の中でイスパニョーラ島（現在のハイチまたはドミニカ共和国）に滞在した際の「マンカニラ (mancanilla)、または小さなリンゴの木 (dwarf-apple-tree) と呼ばれる木」についての体験を書いている。
蚊やブユに大いに苦しめられていたある日、まだこの木の性質はよく分からなかったが、うちわ代わりに使おうと、私はその木の枝を切った。でも、次の日には私の顔は腫れあがって、水疱におおわれてしまった。それはまるで、3日間もの間目が見えなくなってしまうほどの火傷のようなものであった。
ギュスターヴ・フローベールの1857年の作品『ボヴァリー夫人』の登場人物・ロドルフ・ブーランジェは、エマ・ボヴァリーへの手紙の中で「致命的なマンチニールの木の有毒な影」と言及している。（原文：Nor had I reflected upon this at first, and I rested in the shade of that ideal happiness as beneath that of the manchineel tree, without foreseeing the consequences.）
ラファエル・サバチニは、小説・キャプテン・ブラッド・シリーズにおいて、マンチニールの果実から絞ったジュースによる中毒について述べている。
「マンザニラ!」そして、彼は向きを変え、そしてひどく恐ろしく、血が凝結するほどの不敬な言葉を叫び始めた。そして彼は、ジャックとその残った中身を床で息絶えている男に投げつけた。
ジョン・スタインベックの中編小説『真珠』（1947）では、登場人物のキノが配偶者であるジュアナに、もしその木（おそらくマンチニールのこと）に触れてしまったら、失明してしまうからその手で目をさわってはならないと警告している。
クライブ・カッスラーの1988年刊行の小説『古代ローマ船の航跡をたどれ』（原題：Treasure）では、国際連合事務総長のハラ・カミルを乗せニューヨークへと向かう特別機で、機内食でマンチニールが毒として乗客乗員に提供された。これは、2種類の攻撃のうち1つであった。
ケイト・ブライアンの2010年刊行の小説『Suspicion』において、マンチニールは自己防衛における主役、そして同様に殺人未遂の犯人として扱われている。
ジェフ・リンジーの小説、デクスターシリーズの第6作『Double Dexter』（2011年）において、コーディとデクスターはカブスカウトのキャンプでエバーグレーズへ向かう。そこでカブスカウトのリーダーが、マンチニールの木の危険性について詳しく解説している。
マンチニールの毒については、R.R.クヌードソン作の1974年の小説『You Are The Rain』で言及されている。この作品は、2人の10代の少女が、フロリダ州エバーグレーズで道に迷い、ハリケーン・アレタ (Aretha)に襲来される話である。彼女たちが、少女グループからはぐれてしまう前、彼女たちは夕暮れ時にブロード川のほとりでキャンプをし、写真を撮っていた。彼女たちのリーダー、コネッキーは勢力の強い雨雲が空を覆ってきたことから、マンチニールの下でポーズをとっているメンバーの少女を守るために、その少女を川へと突き落としている。その少女が川から上がってくると、コネッキーは釈明として、雨の降る中マンチニールの木の下にいれば、顔は激痛に襲われた上に、潰瘍性の水泡に覆われてしまうこと、そして果実、葉、樹液など木全体に水溶性の毒が含まれており、彼女が間一髪で水疱の脅威から逃れることができたと言っている。このため、その少女は水疱から間一髪で守られた顔の写真について冗談を言っていた。
グラント・アレンの1887年発表の『The Beckoning Hand』の話の中で、マンチニールはタバコに仕込むための毒として使われている。
カートゥーンシリーズの『Total Drama』第5シーズンの後半で、登場人物のサメイは、彼女の姉妹であるエミーを殺害するためにマンチニールの果実を使っている。彼女はその果実に触れてしまい、水疱に苦しめられながらも、それを達成する。
マンチニールの木とその緑色の葉は、キャサリン・M・ヴァレンテのファンタジー小説『The Lily and the Horn』の物語において重要なモチーフとなっている。熟練した毒殺者である語り手は、マンチニールを含む、果樹園にある全ての植物が有毒植物という、Florilegiumと呼ばれる研究所で、毒殺者としての技能を身に着けた。彼女の最愛の人は、その研究所で拮抗毒の研究を行っていた。2人は、雨の降りしきる中、エメラルド色の粉末で皮膚を保護して身を守りながら、マンチニールの下で会ったのが最後となった。
ギネス世界記録において、マンチニールは世界で最も危険な木として記録されている。
マンチニールの木の樹液と果実から得られる毒薬のことをマンサニリアという。

## ギャラリー

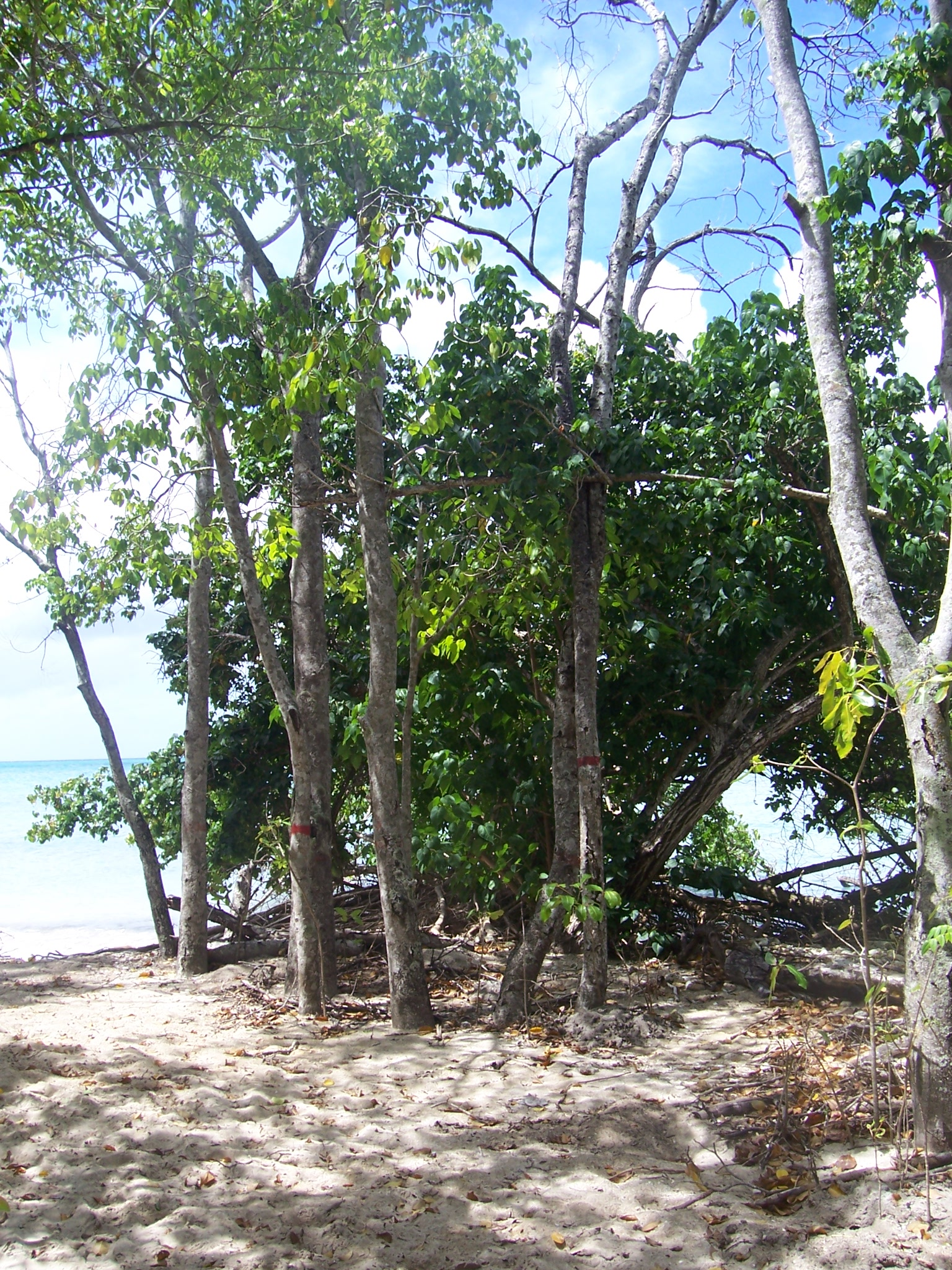
海辺に生えるマンチニール
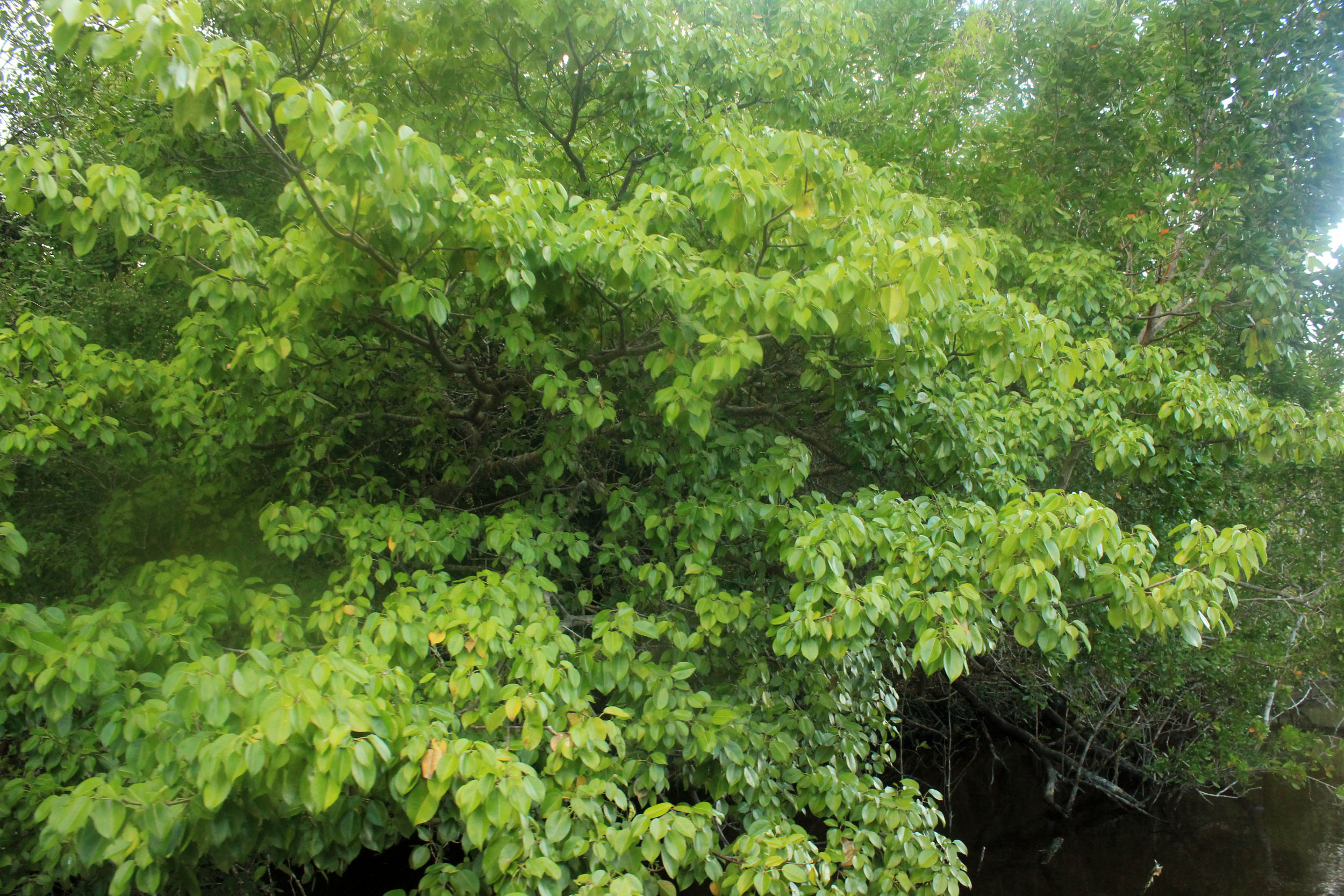
鬱蒼と生い茂るマンチニールの葉
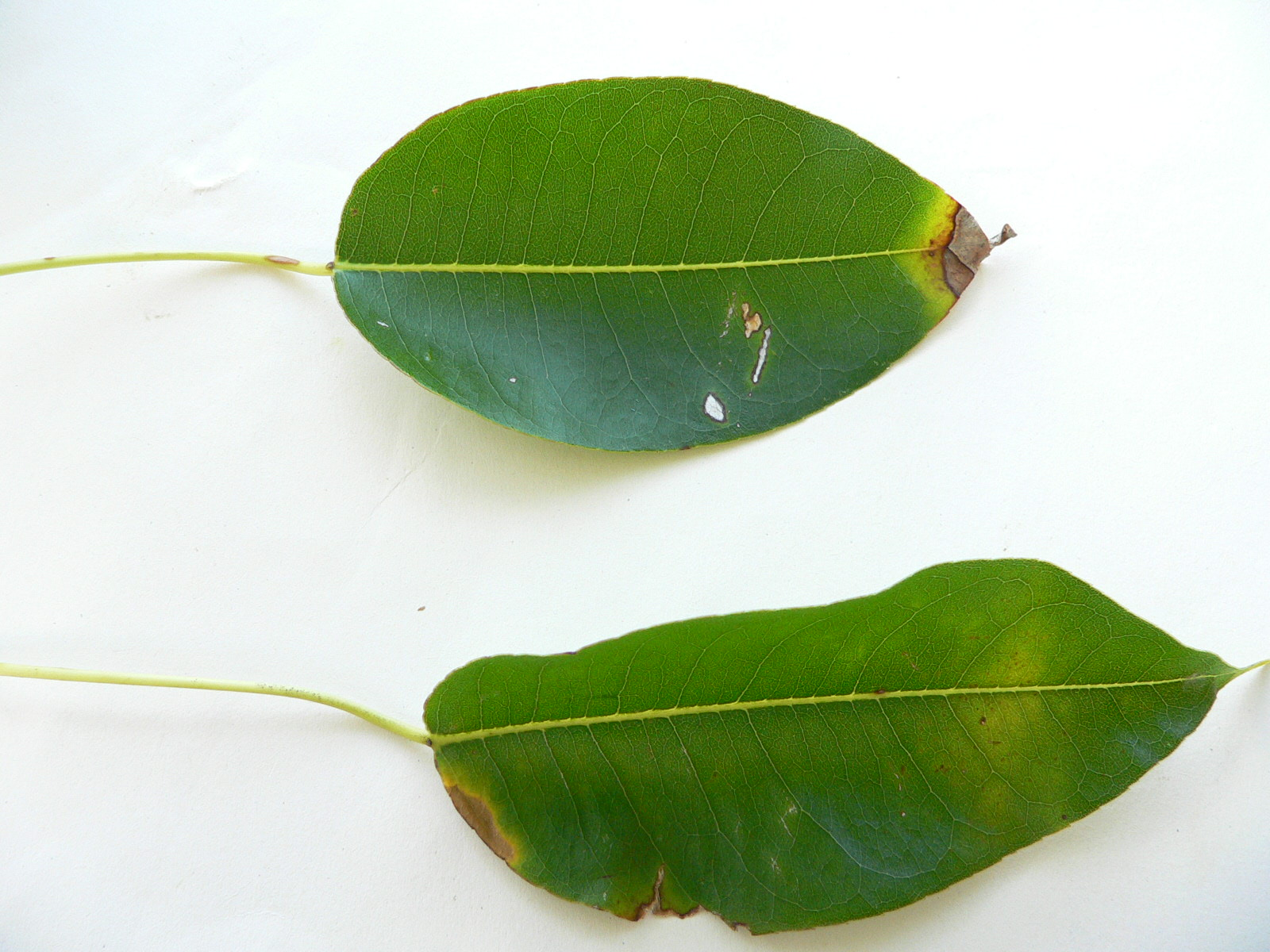
マンチニールの葉
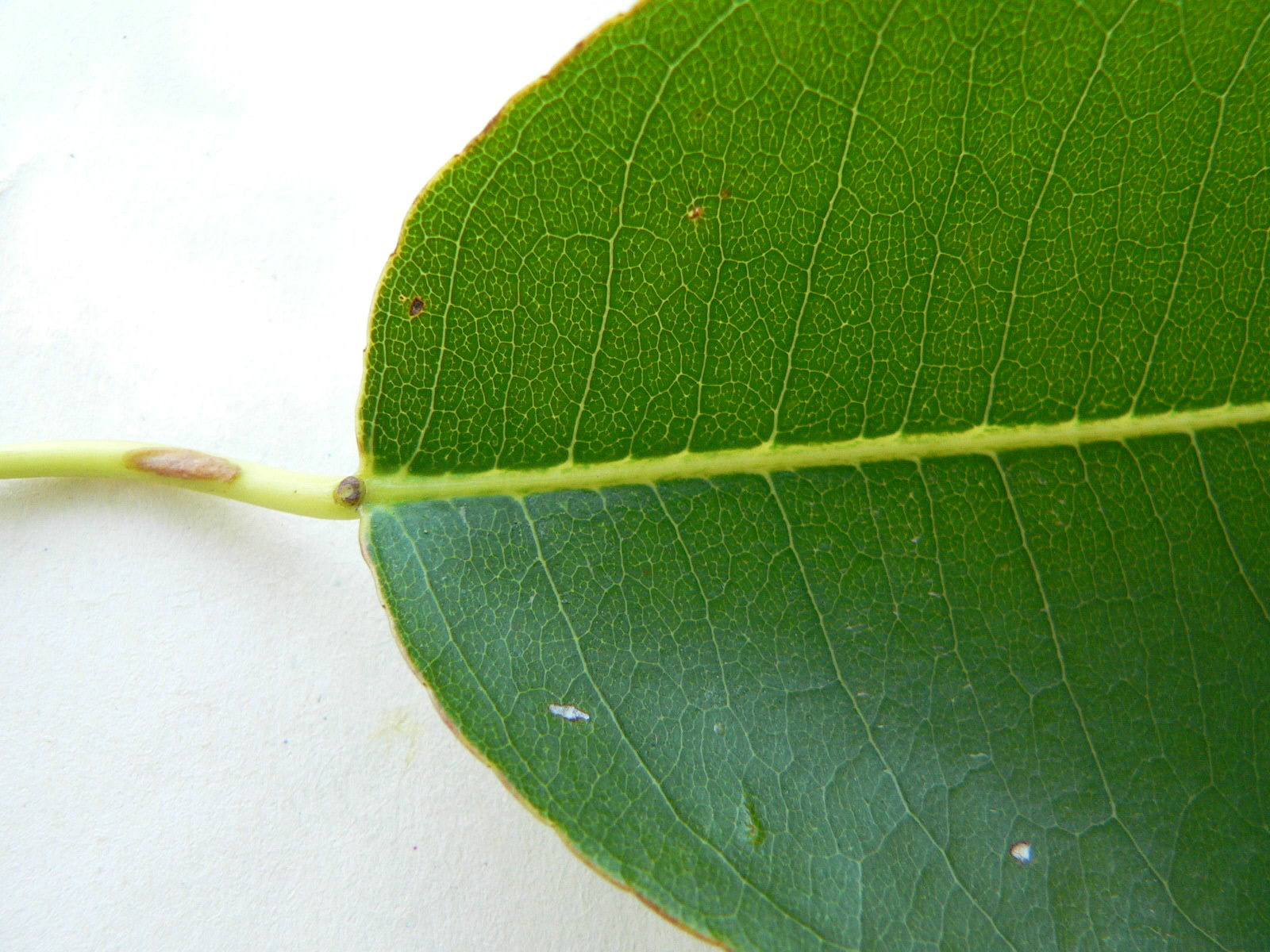
マンチニールの葉柄
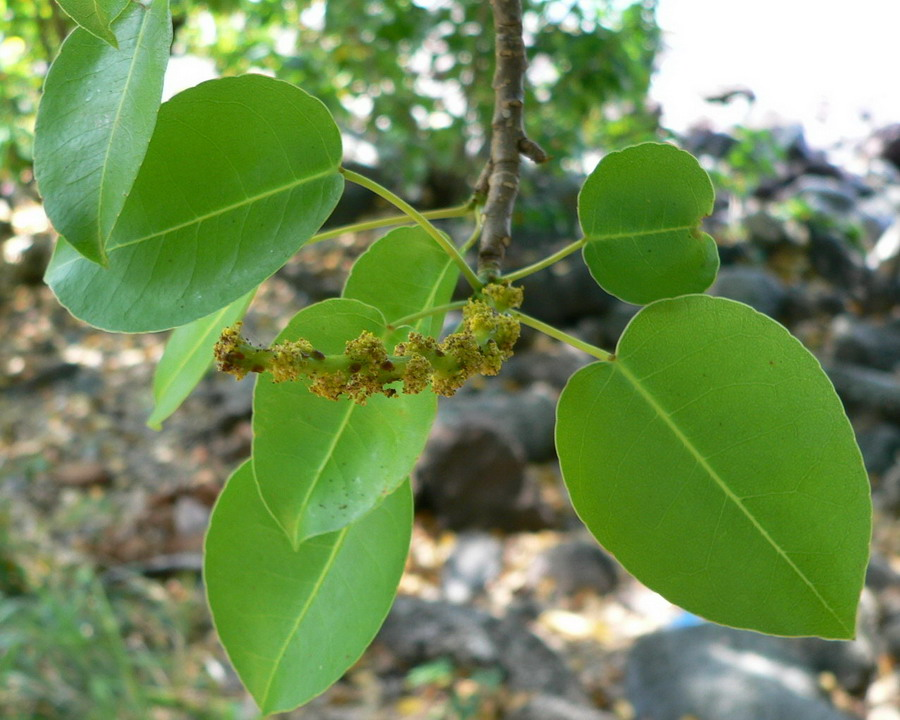
マンチニールの葉と花序
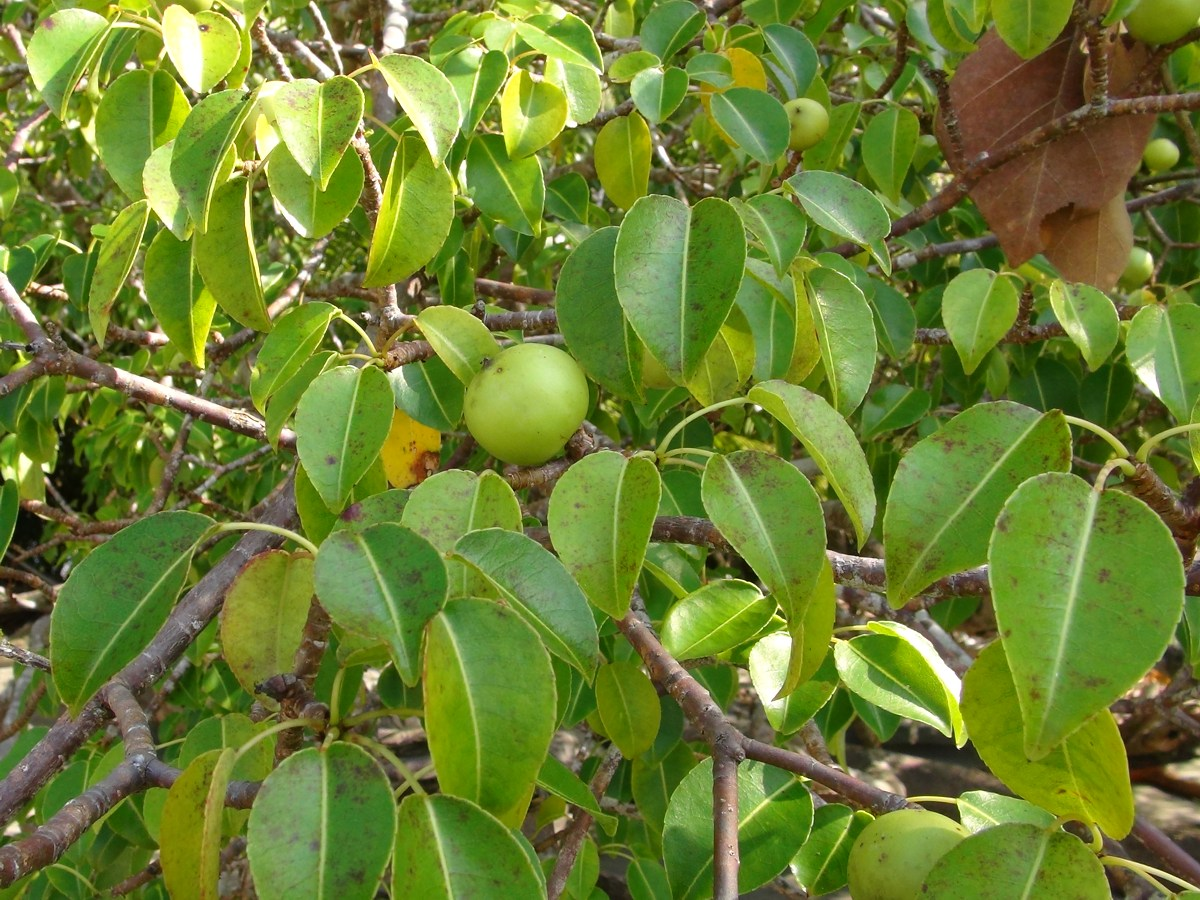
マンチニールの葉と果実
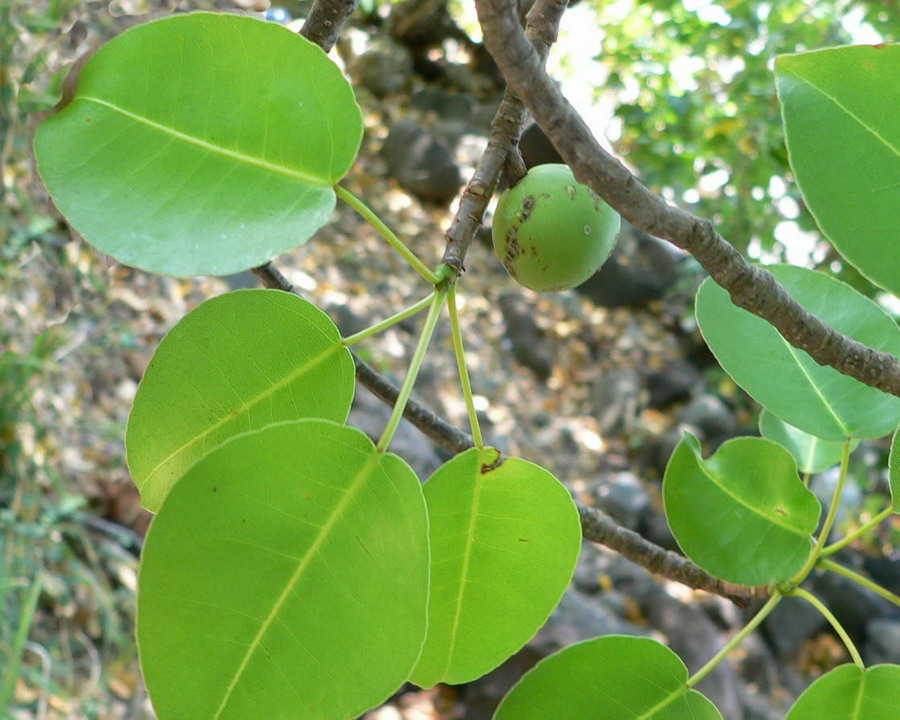
マンチニールの葉と果実
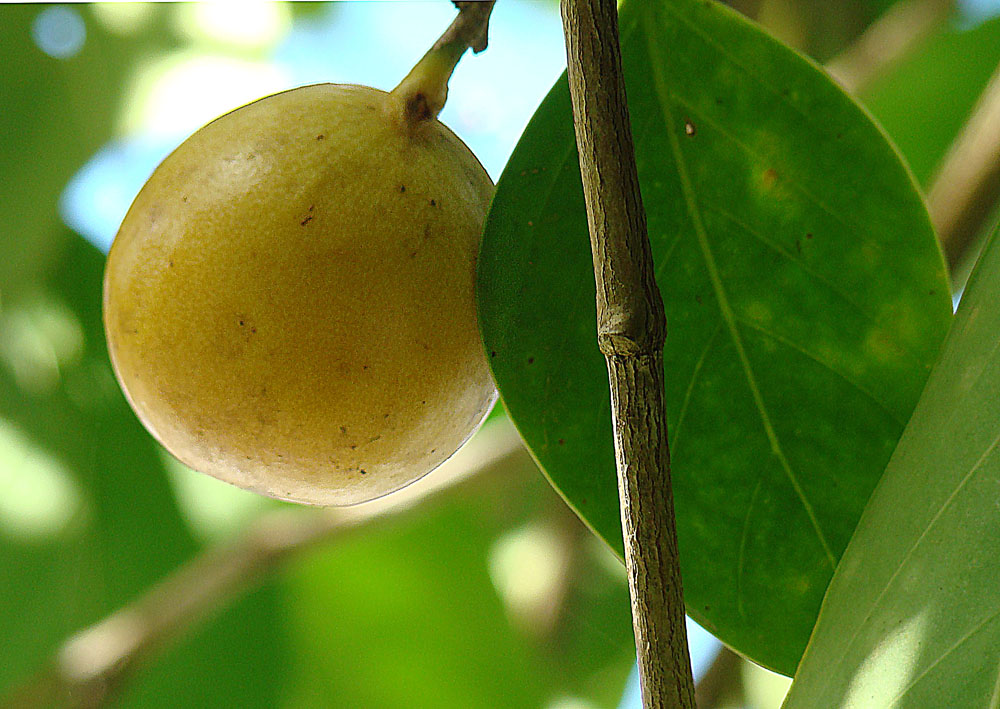
マンチニールの果実